# Charles de Tolnay
Charles de Tolnay, auch: Károly von Tolnay oder Karl Tolnai (geboren 27. Mai 1899 in Budapest, Österreich-Ungarn; gestorben 17. Januar 1981 in Florenz) war ein ungarisch-deutsch-US-amerikanischer Kunsthistoriker. 

## Leben
Karls Vater Arnold von Tolnai war Oberregierungsrat in Österreich-Ungarn. Károly besuchte in Budapest das Gymnasium und wurde schon in dieser Zeit in das Haus von Béla Balázs zur Budapester Sonntagsgesellschaft (Vasárnap-Társaság) eingeladen, die von György Lukács geleitet wurde. 
Tolnay studierte Kunstgeschichte und Archäologie in Berlin bei Adolph Goldschmidt, in Frankfurt bei Rudolf Kautzsch, in Wien bei Max Dvořák und promovierte 1925 bei Julius Schlosser über Hieronymus Bosch. In Italien begann er seine Studien zu Michelangelo, wurde 1928 Privatdozent in Hamburg und dort 1929 habilitiert. Im Jahr 1930 heiratete er Rina Ada Clara Bartolucci und später, 1971, noch die Bildhauerin Anna-Marie Reps. Nach der Machtübergabe an die Nationalsozialisten verließ er aus Protest Deutschland bereits im Jahre 1933. An der Sorbonne arbeitete er über den Meister von Flémalle, dessen Identität mit Robert Campin er beweisen wollte. Mit einer Empfehlung von Erwin Panofsky, der 1933 von Hamburg in die Vereinigten Staaten emigriert war, erhielt Tolnay 1939 eine Position am Institute for Advanced Study, Princeton, NJ. Dort begann er seine umfangreichen, fünfbändigen Michelangelo-Studien zu schreiben. 1948 war er Fellow bei Guggenheim und 1949 bei der Bollingen-Stiftung. Nach einer Professur von 1953 bis 1965 an der Columbia-Universität wurde er 1965 noch Direktor der Casa Buonarroti in Florenz, wo er die Folgen der Arno-Überschwemmung 1966 bewältigen musste und eine Neuordnung der Sammlung bewirkte. 1965 wurde er auch in die Accademia dei Lincei in Rom aufgenommen.

## Schriften (Auswahl)
- Die Zeichnungen Pieter Bruegels. München 1925
- Hieronymus Bosch, Basel : Holbein, 1937
- Le maître de Flémalle et les frères van Eyck, Bruxelles : Ed. de la Connaissance, 1939
- History and Technique of Old Master Drawings. New York : Bittner 1943
- Michelangelo. 5 Bände. Princeton 1943–1960
- Michelangelo, Wiesbaden : Vollmer, 1966
- Hieronymus Bosch. Das Gesamtwerk. Freiburg : Rheingauer Verlagsgesellschaft. 1967
- Michelangelo. Sculptor, Painter, Architect. Princeton UP 1975
- Das Gesamtwerk von Brueghel, Luzern, Freudenstadt, Wien : Kunstkreis Luzern, 1975
- Corpus dei Disegni di Michelangelo. Novara : Istituto Geographico de Agostino. 4 Bände 1975–1980